# Graphiurus lorraineus
Espèce
Statut de conservation UICN

 LC  : Préoccupation mineure
Graphiurus lorraineus est une espèce de petit rongeur de la famille des Gliridae qui fait partie des loirs africains.